# Prigioniera di un incubo
Prigioniera di un incubo, conosciuto anche come Heaven's Pond - Il colpo perfetto (Devil's Pond) è un film statunitense del 2003 diretto da Joel Viertel.

## Trama
Julianne sembra aver incontrato la felicità nel matrimonio con Mitch, un bel ragazzo che sembra genuinamente interessato al suo benessere. La destinazione della luna di miele è una piccola isola al centro di un lago, dove i due sono completamente isolati dal resto del mondo. Dopo un inizio idilliaco basato su amore, sesso e natura, la giovane però si renderà conto di aver sposato uno squilibrato che finirà con l'imprigionarla.